# Douro (vino)

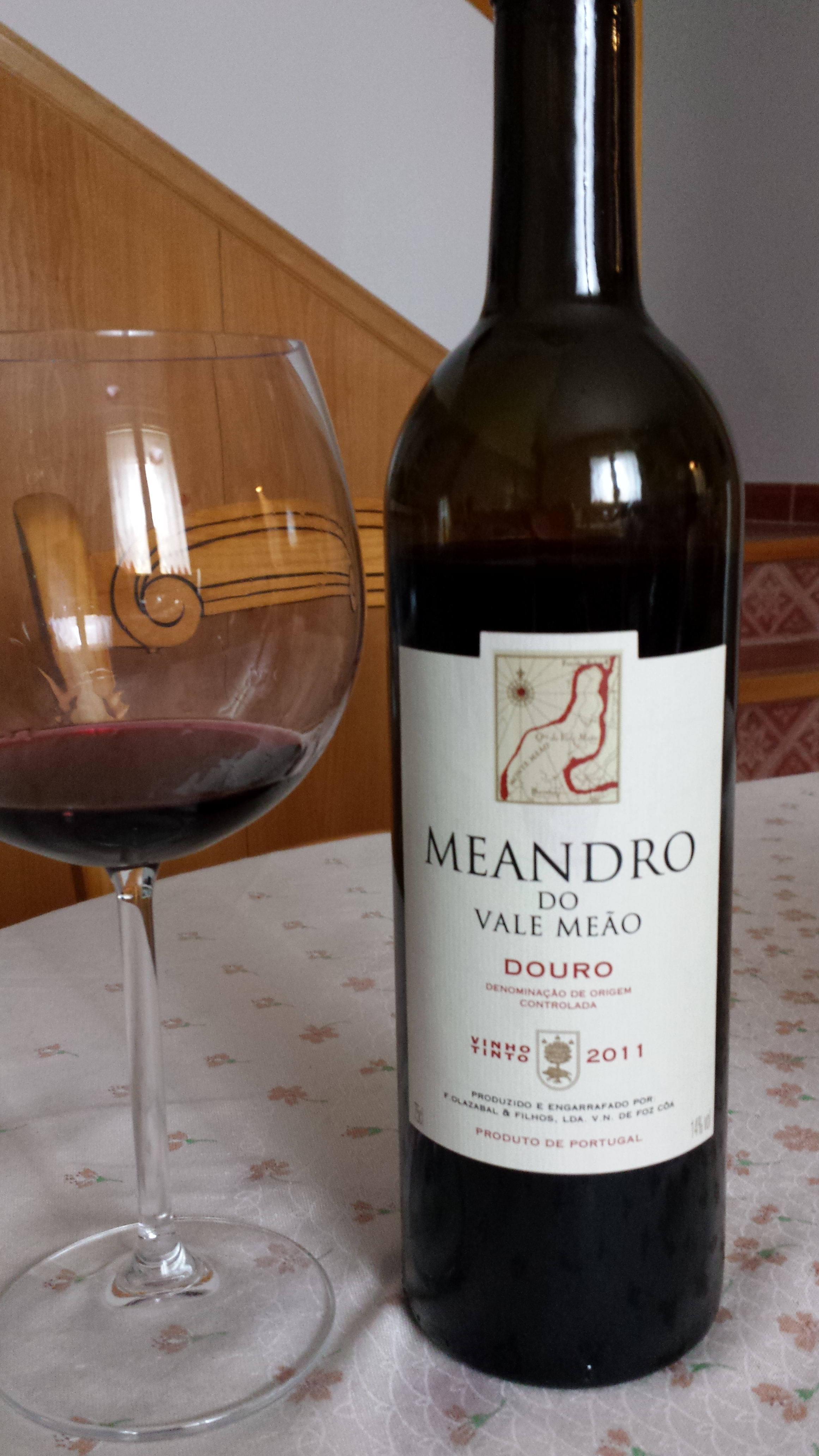
Vino de la DOC Douro

Douro es una denominación de origen controlada (DOC) portuguesa para vinos producidos en la región demarcada de Douro, que abarca las subregiones de Baixo Corgo, Cima Corgo y Douro Superior, situadas al norte del país, alrededor del río Duero. Esta región es la misma que se encuentra demarcada para la producción del oporto. 

## Variedades de uva
- Tintas: Bastardo, Mourisco Tinto, Tinta Amarela, Tinta Barroca, Tinto Cão, Tinta Roriz (Tempranillo), Touriga Franca y Touriga Nacional (entre otras).
- Blancas: Donzelinho Branco, Gouveio, Malvasia Fina, Rabigato y Viosinho (entre otras).

## Denominación de origen
Desde 1991, el Douro es una denominación de origen protegida (PDO) ante la Unión Europea. A nivel internacional, cuenta con registro como denominación de origen, conforme al Sistema de Lisboa, ante la Organización Mundial de la Propiedad Intelectual, desde el 8 de enero de 2007.A nivel nacional, el reconocimiento como denominación de origen del Porto de más reciente emisión data del 3 de agosto de 2009.